# Andrea di Graben
Andrea di Graben (in tedesco: Andreas von Graben, anche Andreas vom Graben, con il titolo di Sommeregg) (Kornberg, ... – Sommeregg, 12 luglio 1463), burgravio e signore di Sommeregg, fu un nobile, amministratore e militare del Ducato di Carinzia.

## Biografia
Andrea di Graben era il figlio del nobile stiriano Federico I di Graben della linea Kornberg dei Signori di Graben e Catarina von Sumerau (Saurau). I suoi fratelli erano Federico II di Graben e Leonhard (Lienart, Linart) di Graben.I parenti di Andrea della linea Kornberg von Graben erano suo fratello Federico II di Graben e suo figlio Ulrico III di Graben, entrambi importanti consiglieri dell'imperatore e dei politici. Attraverso il matrimonio con Barbara von Hallegg, Andrea fondò la linea Sommeregg, con sede in Ducato di Carinzia e nella contea di Gorizia. La sua famiglia, originaria della Ducato di Carniola aveva dapprima nello stemma di Kornberg un badile (Grabscheit), il che fa pensare al “Graben” o “grapa”. Fu poi sostituito con la linea a Sommeregg da uno stemma tagliato in verticale; diviso dal rosso e diviso tre volte dall'argento e dal blu. Ebbe otto figli, tra cui Virgilio di Graben, importante statista goriziano.
Sotto i Conti Cilli Di Graben fu capitano della Contea di Ortenburg nonché burgravio e capitano del castello (qui ricoprì una carica paragonabile a quella di governatore militare) dei Cillier a Ortenburg, Landskron e Sternberg. Con l'estinzione della famiglia Cillier nel 1456, Di Graben perse la carica di capitano della contea di Ortenburg sotto gli Asburgo, i loro successori come sovrani di Ortenburg.

## Informazione
I dati per questo articolo sono stati presi dalla ricerca Von Graben di Matthias Laurenz Gräff.